# Titularerzbistum Emerita Augusta
Emerita Augusta (ital.: Mérida Augusta) ist ein Titularerzbistum der römisch-katholischen Kirche.
Es geht zurück auf einen untergegangenen Bischofssitz in der Stadt Emerita Augusta (heute Mérida), die in der römischen Provinz Lusitania lag. 
| Titularerzbischöfe von Emerita Augusta |                      |                                             |               |                 |
| Nr.                                    | Name                 | Amt                                         | von           | bis             |
| 1                                      | Sotero Sanz Villalba | Apostolischer Nuntius Apostolischer Delegat | 16. Juli 1970 | 17. Januar 1978 |
| 2                                      | Justo Mullor García  | Apostolischer Nuntius und Kurienerzbischof  | 21. März 1979 | 28. Juli 1994   |